# Malawi na Letnich Igrzyskach Olimpijskich 2024
Malawi na Letnich Igrzyskach Olimpijskich 2024 – występ kadry sportowców reprezentujących Malawi na igrzyskach olimpijskich, które odbędą się w Paryżu we Francji, w dniach 26 lipca – 11 sierpnia 2024.
Reprezentacja Malawi liczy troje zawodników – 2 kobiety i mężczyznę, którzy wystąpią w 2 dyscyplinach.
Jest  to dwunasty start Malawi na letnich igrzyskach olimpijskich.

## Reprezentanci

### Lekkoatletyka
| Zawodnik         | Konkurencja | Eliminacje | Eliminacje | I runda | I runda | Półfinał | Półfinał | Finał | Finał   | Źródło |
| Zawodnik         | Konkurencja | Wynik      | Miejsce    | Wynik   | Miejsce | Wynik    | Miejsce  | Wynik | Miejsce | Źródło |
| ---------------- | ----------- | ---------- | ---------- | ------- | ------- | -------- | -------- | ----- | ------- | ------ |
| Asimenye Simwaka | 100 m (k)   | 11,78      | 2.         | 11,91   | 8.      | NQ       | NQ       | NQ    | NQ      | [ 1 ]  |

### Pływanie
| Zawodnik               | Konkurencja           | Eliminacje | Eliminacje | Półfinał | Półfinał | Finał | Finał | Źródło |
| Zawodnik               | Konkurencja           | Czas       | Poz.       | Czas     | Poz.     | Czas  | Poz.  | Źródło |
| ---------------------- | --------------------- | ---------- | ---------- | -------- | -------- | ----- | ----- | ------ |
| Filipe Gomes           | 50 m st. dowolnym (m) | 24,11      | 49.        | NQ       | NQ       | NQ    | NQ    | [ 2 ]  |
| Tayamika Chang'anamuno | 50 m st. dowolnym (k) | 29,32      | 55.        | NQ       | NQ       | NQ    | NQ    | [ 3 ]  |